# Eoghan O’Dea
Eoghan O’Dea (* 1984 oder 1985) ist ein professioneller irischer Pokerspieler. Er gewann 2020 ein Bracelet bei der World Series of Poker Online und erreichte 2011 den Finaltisch des Main Events der Hauptturnierserie.

## Persönliches
O’Dea lebt in Dublin. Er ist der Sohn von Donnacha O’Dea, der 1968 als Schwimmer an den Olympischen Sommerspielen teilnahm und sein Geld mittlerweile als Pokerprofi verdient.

## Pokerkarriere
O’Dea spielt online unter den Nicknames DrRoche (GGPoker), Tiltpaddy (Paddy Power) und intruder123 (TitanPoker).
Ende September 2005 erzielte O’Dea beim Main Event der World Poker Tour (WPT) in Palm Beach auf Aruba seine erste Live-Geldplatzierung. Im Juni 2007 war er erstmals bei der World Series of Poker (WSOP) im Rio All-Suite Hotel and Casino am Las Vegas Strip erfolgreich und kam bei einem Turnier der Variante Pot Limit Omaha in die Geldränge. Bei der siebten Austragung der Poker Million qualifizierte sich der Ire für die Finalrunde und belegte dort im Dezember 2008 den mit 260.000 US-Dollar dotierten zweiten Platz. Mitte Oktober 2009 wurde er beim WPT-Main-Event in Marrakesch Zweiter und erhielt mehr als 260.000 Euro. Bei der WSOP 2011 erreichte O’Dea im Main Event mit dem zweitgrößten Chipstack den Finaltisch, der im November 2011 gespielt wurde. Er und sein Vater, der im Mai 1983 am Finaltisch des WSOP-Main-Events saß, wurden damit zum ersten Vater-Sohn-Duo, das den Finaltisch der Poker-Weltmeisterschaft erreichte. Wie sein Vater belegte Eoghan O’Dea den sechsten Platz, was ihm über 1,7 Millionen US-Dollar einbrachte. Anfang Februar 2014 wurde er beim Main Event der Aussie Millions Poker Championship in Melbourne Achter und erhielt 130.000 Australische Dollar. Bei der WSOP 2017 belegte er bei der Pot Limit Omaha Championship den mit knapp 150.000 US-Dollar dotierten sechsten Platz. Zwei Jahre später landete er beim selben Turnier erneut auf dem sechsten Rang, der nun mit rund 170.000 US-Dollar bezahlt wurde. Anfang August 2020 setzte er sich bei einem Turnier der aufgrund der COVID-19-Pandemie auf GGPoker ausgespielten World Series of Poker Online durch und erhielt über 100.000 US-Dollar sowie ein Bracelet.
Insgesamt hat sich O’Dea mit Poker bei Live-Turnieren mehr als 3 Millionen US-Dollar erspielt.